# بانكيك سواب
بانكيك سواب (بالإنجليزية: PancakeSwap) ورمزها (CAKE)، هي منصة لا مركزية تتيح للأشخاص تداول العملات الرقمية والرموز الذكية. تأسست في القارة القطبية الجنوبية عام 2020، مبنية على عقود من سلسلة بينانس الذكية بدلًا من إيثريوم، وهذا ما يميزها عن يونيسواب لان رسوم تداول تكون أقل بكثير.

## التأسيس
تأسست من قبل فريق مجهول الهوية في سبتمبر 2020، حيث تم إطلاق إصدارين من البروتوكولات وهما:
- الإصدار الأول (V1) في سبتمبر 2020.
- الإصدار الثاني (V2) في أبريل 2021.[7]

## مبدأ العمل
يكون مبدأ عمل البانكيك مشابه ما موجود في يونيسواب، الذي يسمح للمستخدمين تبديل عملاتهم الرقمية بعملات رقمية أخرى دون إدخال خدمات الوسيط، التداول يكون على رمز بينانس الذكي الذي يسمى بينانس سمارت شين (بالإنجليزية: Binance Smart Chain) ورمزه (BSC)، أو عن طريق عملة بينانس ورمزها (BNB)، أو الدولار الرقمي لشبكة بينانس ورمزه (BUSD)، لكن تختلف مع يونيسواب من حيث المعيار رمزي الذي طورته بينانس، يحتوي رمز بينانس الذكي على المعيار (BEP20)، أو (BEP2)، الذي هو بالأساس قائمة مرجعية بالوظائف التي يجب أن تكون الرموز المميزة الجديدة قادرة على أدائها من أجل أن تكون متوافقة مع النظام البيئي والأوسع نطاقاً من ناحية التطبيقات اللامركزية والمحافظ والخدمات الأخرى. تستخدم بروتوكول خاص يعمل كصانع سوق آلي، يسمح بتبادل رمزين مميزين على سلسلة بينانس الذكية، وذلك لانها سريعة ورخيصة في نفس الوقت، وأيضاً يسمح لأي شخص بالمشاركة.

## المميزات
تتميز المنصّات اللامركزية عن المنصات المركزية، بأنها أقل عرضة للقرصنة، لأنّ العمليات تجري مباشرة على البلوكشين، ويتم تخزين العملات في محافظ المستخدمين فقط.

## روابط خارجية
- الموقع الرسمي
- الورقة التقنية